# Мендоса (Аргентина)
Мендо́са (ісп. Mendoza) — місто в Аргентині, столиця провінції Мендоса і центр її столичного департаменту. Місто розміщене в північній частині провінції, на східному схилі Анд. Згідно з переписом 2010 року, населення міста становило 114 тис. мешканців, а населення агломерації — 937 тис. мешканців, тобто воно четверте за кількістю населення в Аргентині.
Через місто проходить головна автодорога, що сполучає Аргентину і Чилі, також тут часто зупиняються туристи, що прямують в Анди (зокрема для сходження на Аконкаґуа — їх найвищу вершину). Поруч з містом також розташовано багато зимових лижних курортів. Місто є важливим центром історичного туризму. Головними експортними видами економічної діяльності міста є виробництво вина та оливкової олії.

## Історія

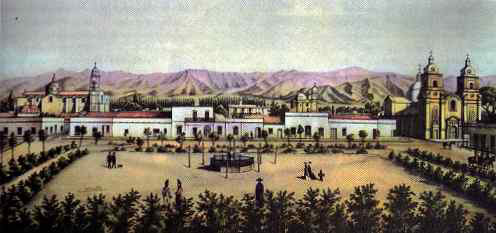
Мендоса у колоніальні часи

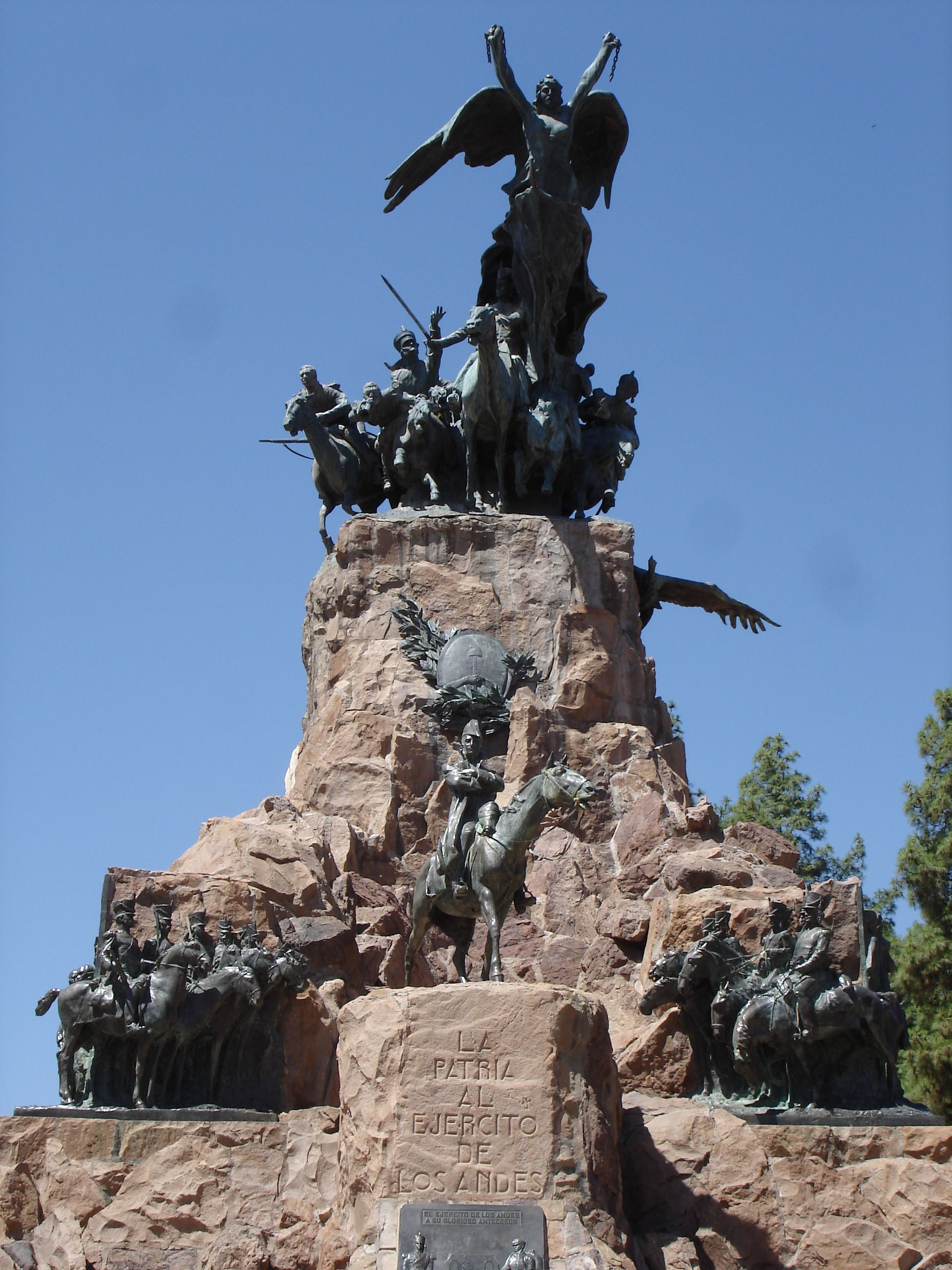
Пам'ятник Сан-Мартіну

22 лютого 1561 року у ці місця прибув Педро дель Кастільйо і підняв над ними іспанський прапор. 2 березня він заснував нове місто, яке назвав Сьюдад-де-Мендоса-дель-Нуево-Вальє-де-ла-Ріоха (ісп. Ciudad de Mendoza del Nuevo Valle de La Rioja — місто Мендоса у новій долині Ла-Ріохи). 28 березня 1562 неподалік від щойно утвореного міста щоб отримати грошову винагороду Хуан Хуфре заснував ще одне.
Причиною заснування Мендоси була необхідність створення постійної стоянки на торговому шляху через Анди, який ішов від Ріо-де-ла-Плата до Сантьяго-де-Чилі. Місто стало місцем відпочинку і зимівлі торговців, тому в колоніальні часи було дуже важливим. Деякі історики вважають, що Мендоса була другим за розміром містом у країні у часи від заснування віцекоролівства Ріо-де-да-Плата і до кінця XVIII ст.
Від заснування і впродовж 225 наступних років Мендоса була частиною Генерал-капітанства Чилі у складі провінції Куйо. 1776 року провінція Куйо була приєднана до новоствореного віцекоролівства Ріо-де-ла-Плата.
Після падіння віцекоролівства Мендоса приєдналася до Об'єднаних провінцій Ріо-де-ла-Плати.
Між 1814 і 1817 у Мендосі готувався до переходу через Анди генерал Хосе де Сан-Мартін, якого було названо губернатором-інтендантом провінції Куйо.
1 березня 1820 року Мендоса, Сан-Луїс і Сан-Хуан припинили існування інтендантства Куйо та оголосили себе незалежними провінціями.
Після падіння режиму Хуана Мануеля де Росаса було затверджено конституцію провінції Мендоса, а сама вона приєдналася до Аргентинської Федерації.
У другій половині XIX ст. Чарльз Дарвін проводив дослідження у Мендосі і її околицях під час своєї навколосвітньої подорожі.
Наприкінці XIX ст. до Мендоси прибула значна кількість емігрантів, перш за все італійців, іспанців, арабів, євреїв.
Значна частина міста була зруйнована 20 березня 1861 року під час найруйнівнішого землетрусу за всю історію Аргентини. Через це було збудоване нове місто на відстані кілометра від початкового місця заснування Мендоси. Через сейсмічну небезпеку у місті заборонено зводити будівлі вищі ніж 16 поверхів. Усе вільне місце під забудови вже використане, тому кількість населення міста практично не зростає з 1991 року, натомість розвивається його агломерація — Велика Мендоса.

## Освіта
21 березня 1939 за розпорядженням уряду Аргентини у Мендосі було засновано Національний університет Куйо (ісп. Universidad Nacional de Cuyo). На 2005 рік в університеті навчалося 37 900 студентів і працювало 4 071 викладачів. Університет складається з таких підрозділів:
- Факультет мистецтв і дизайну
- Факультет економічних наук
- Факультет медицини
- Факультет соціологічних і політологічних наук
- Факультет права
- Факультет філософії
- Факультет інженерії
- Факультет одонтології
- Факультет роботи з людьми з особливими потребами
- Факультет агрономії
- Факультет прикладних наук (знаходиться у місті Сан-Рафаель)
- Інститут Бальсейро (знаходиться у місті Барілоче)
- 7 коледжів

Також у місті розташоване регіональне відділення Національного технологічного університету.

## Транспорт

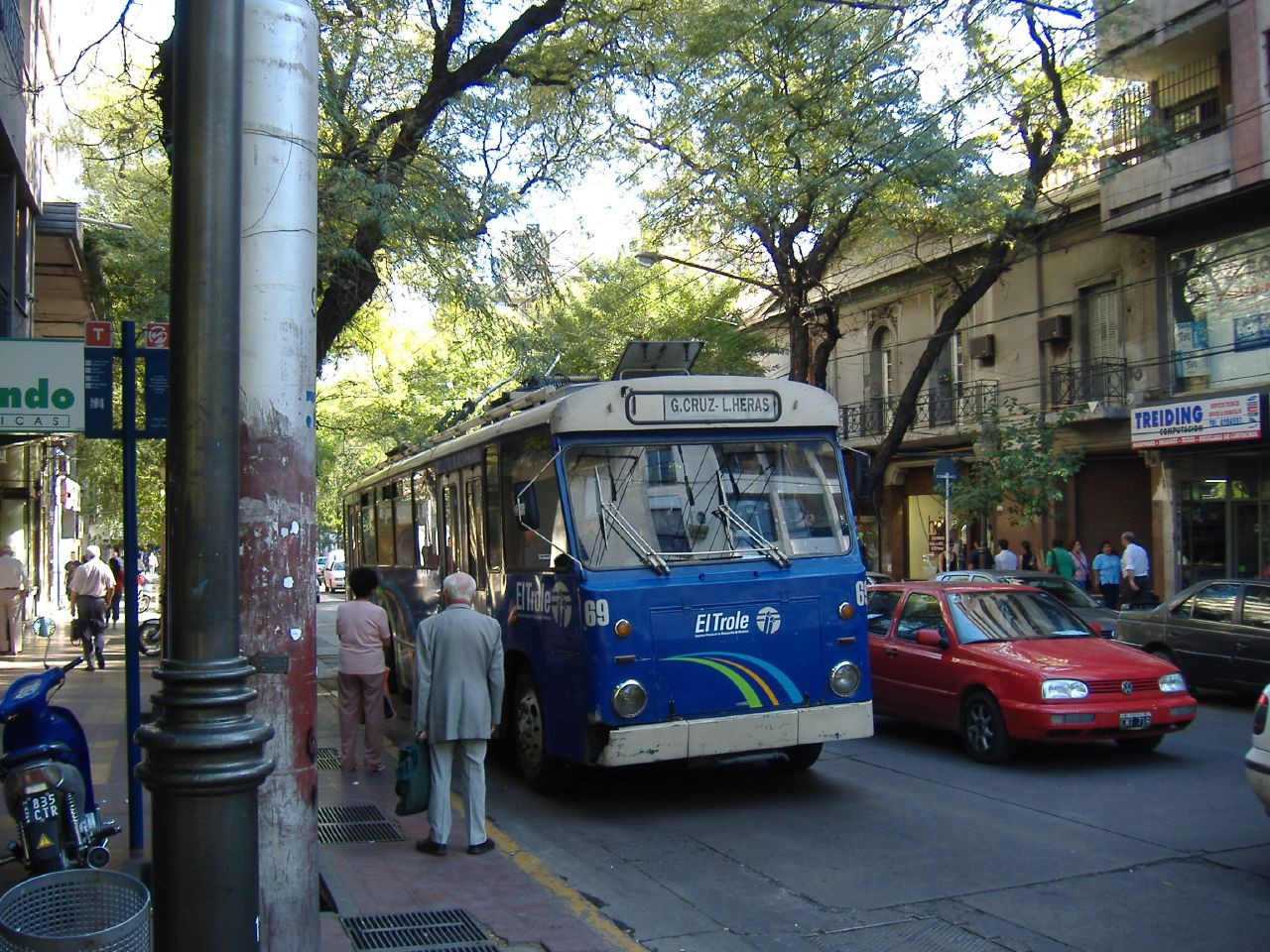
Тролейбус на вулиці Мендоси

У місті Мендоса є такий громадський транспорт:
- мікроавтобуси — найпопулярніший вид транспорту
- тролейбуси — працюють з кінця 1950-х, виробництва Росії, Японії, Канади і Німеччини
- туристичні трамваї (ісп. Tranvía de compras)[4][5]
- метротрамвай — складається з 25 станцій, роботи з спорудження почалися 2009 року, був відкритий 28 лютого 2012 року

Через міста Мендоса і Санта-Роса-де-Лос-Андес з 5 квітня 1910 року проходив важливий залізничний шлях від Тихого до Атлантичного океану — Трансандійська залізниця. Наприкінці 1970-х ця залізниця припинила пасажирські перевезення, а у 1980-х припинила функціонування взагалі. 2006 було запропоновано проєкт відродження історичної залізниці, але його було визнано нерентабельним. У травні 2009 з'явився новий проєкт відновлення цієї залізниці.
Через місто проходить головна автодорога, що сполучає Аргентину і Чилі, та багато шляхів місцевого значення.

## Клімат
Клімат Мендоси посушливий континентальний. Спостерігаються значні річні коливання температур. Опади незначні. Літо тепле і вологе, із температурами вищими ніж 25 °C. Зима м'яка та суха, із температурами нижчими 8 °C і нічними заморозками. Снігові опади нечасті, зазвичай не частіші ніж раз на рік. Абсолютний максимум температури 44,4 °C, абсолютний мінімум −7.8 °C.
| Клімат Мендоси (1961—1990) | Клімат Мендоси (1961—1990) | Клімат Мендоси (1961—1990) | Клімат Мендоси (1961—1990) | Клімат Мендоси (1961—1990) | Клімат Мендоси (1961—1990) | Клімат Мендоси (1961—1990) | Клімат Мендоси (1961—1990) | Клімат Мендоси (1961—1990) | Клімат Мендоси (1961—1990) | Клімат Мендоси (1961—1990) | Клімат Мендоси (1961—1990) | Клімат Мендоси (1961—1990) | Клімат Мендоси (1961—1990) |
| Показник | Січ.                       | Лют.                       | Бер.                       | Квіт.                      | Трав.                      | Черв.                      | Лип.                       | Серп.                      | Вер.                       | Жовт.                      | Лист.                      | Груд.                      | Рік                        |
| Абсолютний максимум, °C | 44,4                       | 40,6                       | 37,8                       | 34,0                       | 33,0                       | 30,4                       | 33,0                       | 34,4                       | 36,0                       | 40,1                       | 40,8                       | 43,5                       | 44,4                       |
| Середній максимум, °C | 32,2                       | 30,6                       | 27,3                       | 23,5                       | 19,4                       | 15,6                       | 15,3                       | 18,5                       | 21,2                       | 25,5                       | 29,0                       | 31,5                       | 24,1                       |
| Середня температура, °C | 25,1                       | 23,6                       | 20,4                       | 16,1                       | 11,6                       | 7,8                        | 7,7                        | 10,2                       | 13,4                       | 18,1                       | 21,7                       | 24,4                       | 16,7                       |
| Середній мінімум, °C | 18,1                       | 17,0                       | 14,4                       | 10,2                       | 5,6                        | 2,0                        | 1,7                        | 3,5                        | 6,4                        | 10,8                       | 14,3                       | 17,2                       | 10,1                       |
| Абсолютний мінімум, °C | 7,5                        | 4,8                        | 0,6                        | −2,3                       | −4,3                       | −7,2                       | −7,8                       | −5,9                       | −4,6                       | 0,1                        | 2,7                        | 5,3                        | −7,8                       |
| Середня кількість сонячних годин на місяць | 297,6                      | 257,6                      | 235,6                      | 219,0                      | 195,3                      | 168,0                      | 182,9                      | 229,4                      | 225,0                      | 282,1                      | 294,0                      | 285,2                      | 2871,7                     |
| Норма опадів, мм | 36.4                       | 34.1                       | 27.3                       | 12.7                       | 5.9                        | 4.1                        | 6.7                        | 3.3                        | 7.8                        | 11.1                       | 15.9                       | 24.4                       | 189.7                      |
| Днів з опадами | 5                          | 5                          | 5                          | 3                          | 2                          | 2                          | 2                          | 2                          | 3                          | 3                          | 3                          | 4                          | 39                         |
| Вологість повітря, % | 50                         | 55                         | 63                         | 67                         | 67                         | 66                         | 64                         | 54                         | 50                         | 47                         | 45                         | 47                         | 56                         |
| --- | -------------------------- | -------------------------- | -------------------------- | -------------------------- | -------------------------- | -------------------------- | -------------------------- | -------------------------- | -------------------------- | -------------------------- | -------------------------- | -------------------------- | -------------------------- |
| Джерело: NOAA, Meteo climat (record highs and lows), Oficina de Riesgo Agropecuario (November and December record high and May record low only), Servicio Meteorológico Nacional (precipitation days) |                            |                            |                            |                            |                            |                            |                            |                            |                            |                            |                            |                            |                            |

## Міста-побратими

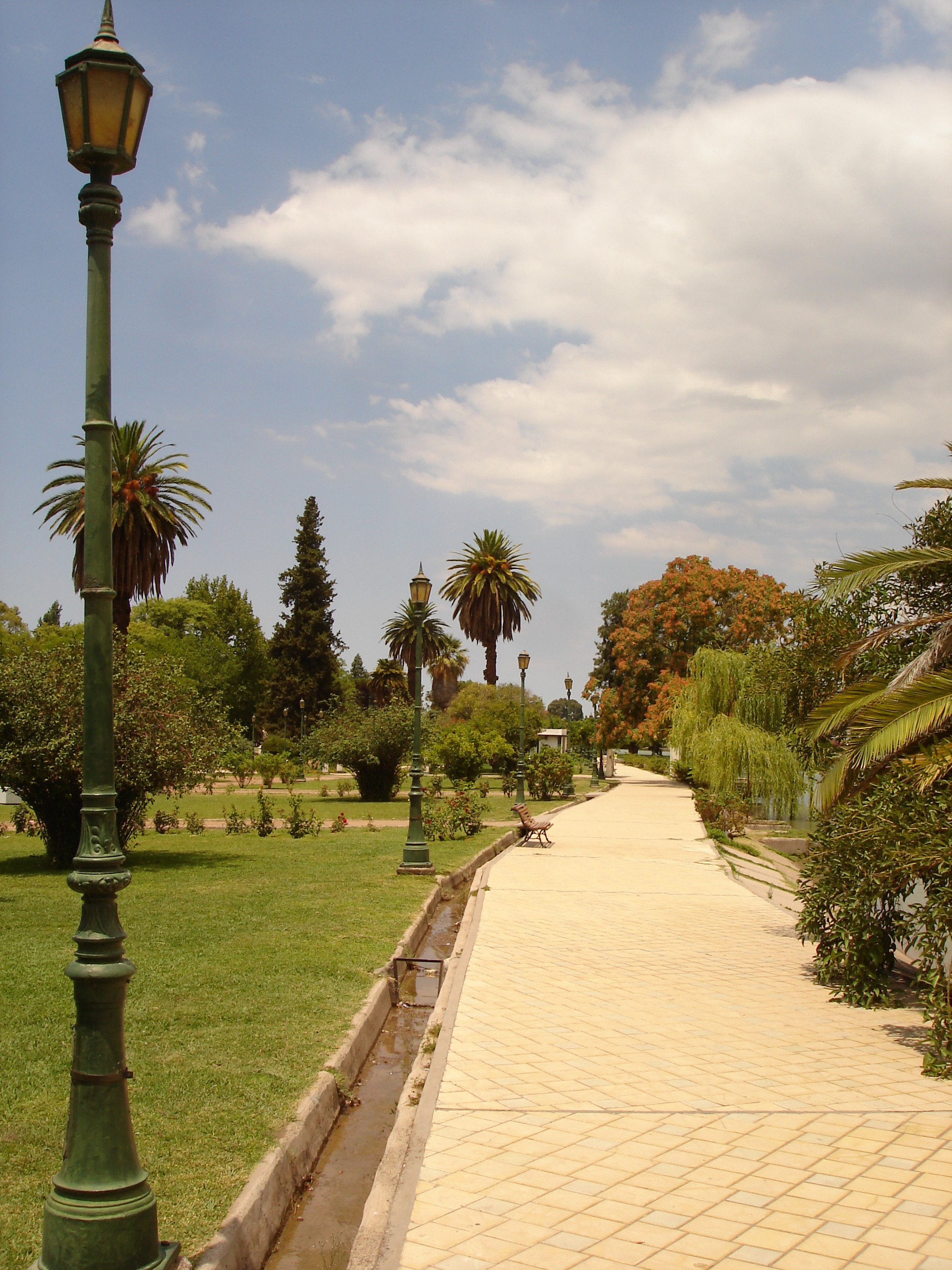
Парк Сан-Мартіна

- Бразилія, Сан-Пауло
- Ізраїль, Рамат-Ґан
- Перу, Такна
- США, Нашвілл
- Бразилія, Сертанзінью
- США, Маямі-Дейд